# شنة جميلة
شنة جميلة (الاسم العلمي: Channa pulchra) هي نوع من الأسماك تتبع جنس الشنة من فصيلة الشنات.